# Saint-Sauveur-en-Rue
Saint-Sauveur-en-Rue is een gemeente in het Franse departement Loire (regio Auvergne-Rhône-Alpes). De plaats maakt deel uit van het arrondissement Saint-Étienne. Saint-Sauveur-en-Rue telde op 1 januari 2022 1.083 inwoners.

## Geografie
De oppervlakte van Saint-Sauveur-en-Rue bedroeg op 1 januari 2022 30,26 vierkante kilometer; de bevolkingsdichtheid was toen 35,8 inwoners per km².

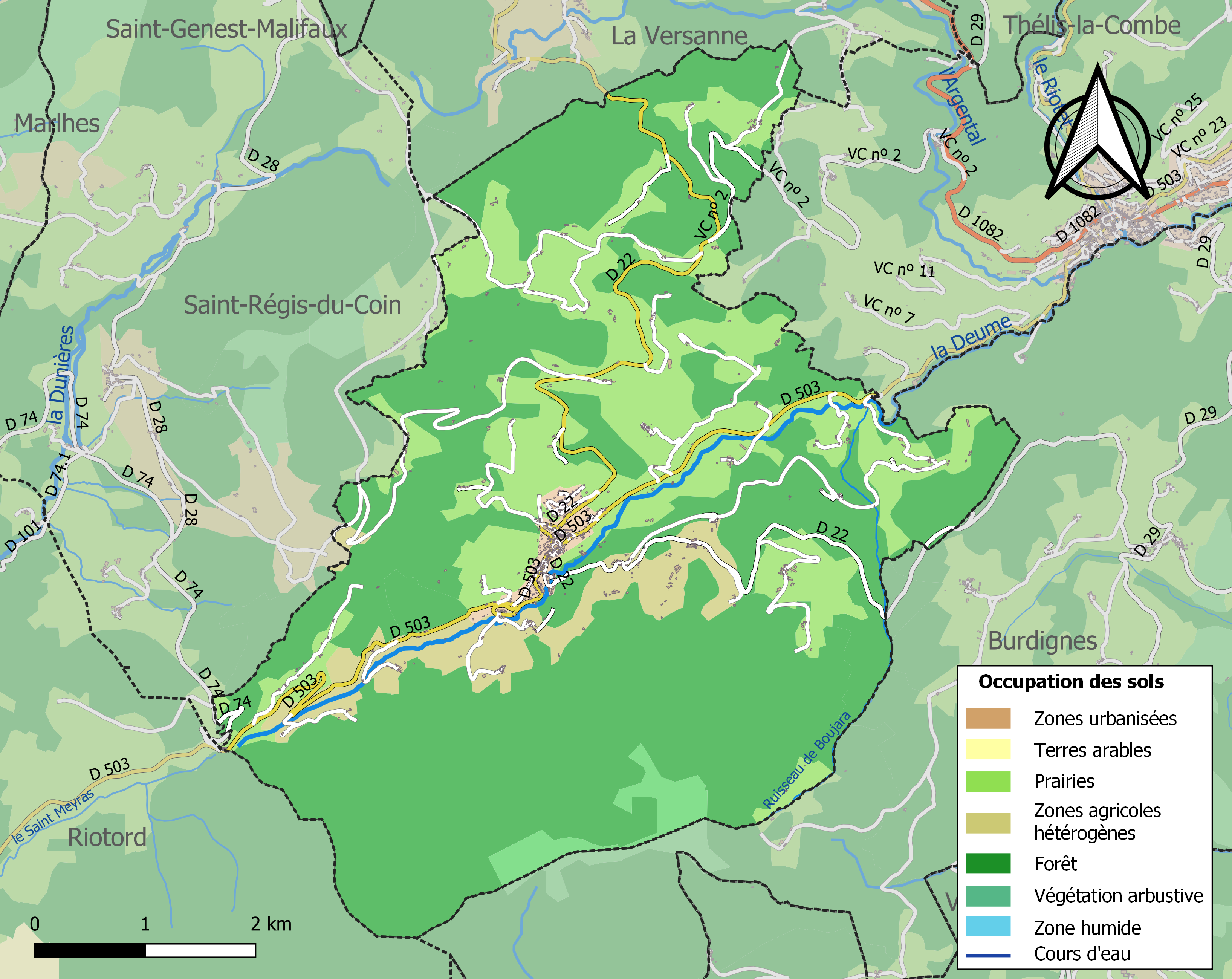
Kaart van de gemeente met de belangrijkste infrastructuur, bodemgebruik en omliggende gemeenten

## Demografie
Onderstaande figuur toont het verloop van het inwonertal (bron: INSEE-tellingen).